# Pomnik Łodzian
Pomnik Łodzian  – pomnik utworzony z 16 890 imiennych kostek brukowych, zdobionych żeliwnymi płytkami, sygnowanymi imieniem i nazwiskiem, które wbudowano w nawierzchnię ulicy  Piotrkowskiej w Łodzi na odcinku między skrzyżowaniami z ulicami Struga i Tuwima, oraz Zamenhofa i Nawrot.

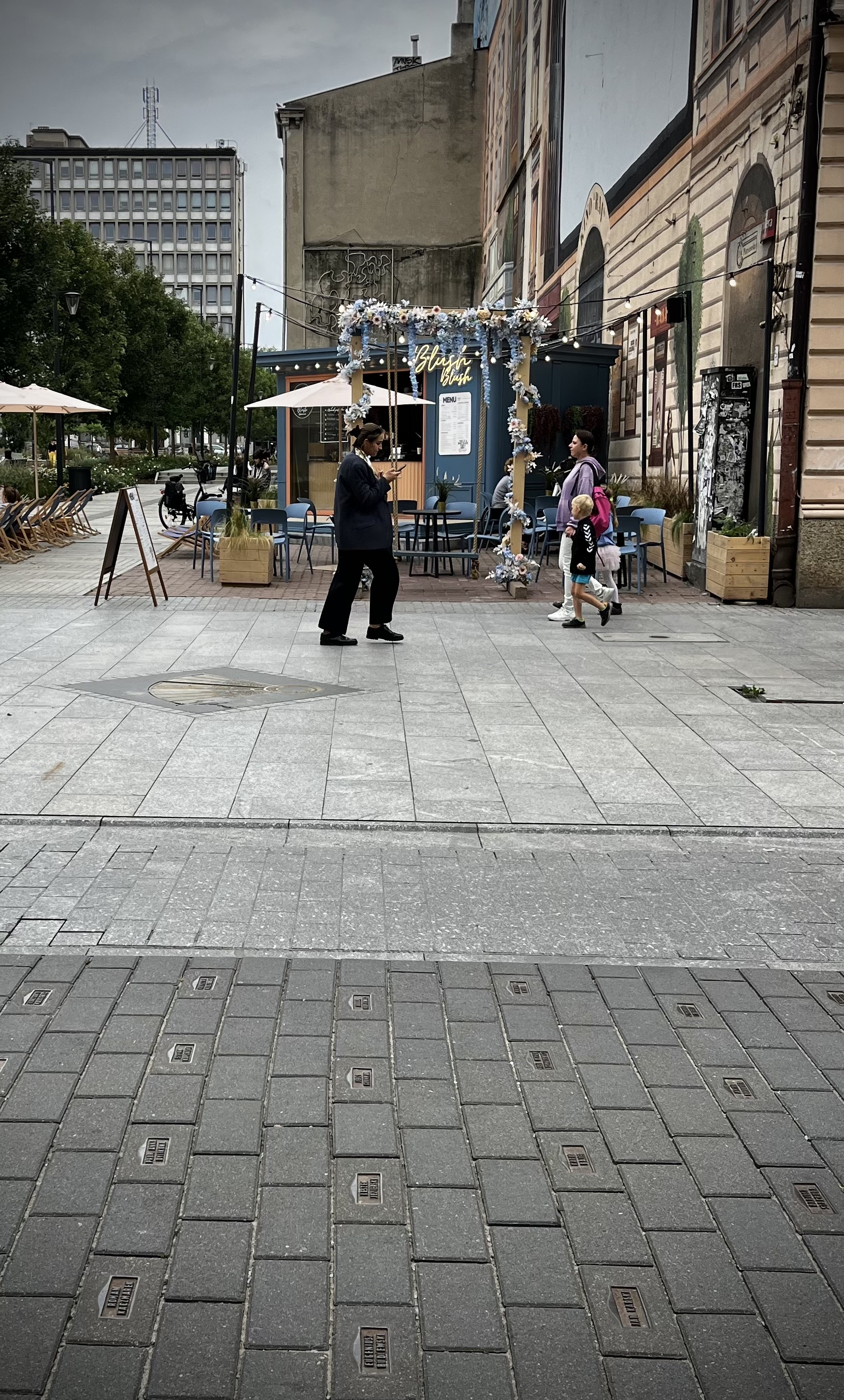
Pomnik Łodzian - część Pomnika Łódzkiej Tożsamości na wysokości Pasażu Schillera

## Historia
Pomysł powstania pomnika zrodził się w listopadzie 1999. Projektodawcą jest architekt Zbigniew Bińczyk, związany z Fundacją Ulicy Piotrkowskiej, która zainicjowała budowę pomnika. Pomnik miał być nie tylko symbolem przywiązania łodzian do swojego miasta, ale i sposobem na finansowaną społecznie renowację najbardziej zniszczonego odcinka głównej ulicy. Wtedy powstała pierwsza część dzisiejszej całości – Pomnik Łodzian Przełomu Tysiącleci. Większość z nich to bohaterowie codzienności, którzy wykupili kostkę ze swoim nazwiskiem podczas jednej z dwóch tur sprzedaży – w 2001 (Fundacja Ulicy Piotrkowskiej sprzedała wtedy prawie 13,5 tys. kostek) i w 2012 (dziś kostek jest łącznie ok. 16 tysięcy). Kompleksowy remont Piotrkowskiej na początku XXI w. stał się okazją do powiększenia pomnika. Na Pomnik Łodzian składają się trzy części, wybudowane w różnych latach. Pierwszym, składającym się z 13 454 kostek, jest Pomnik Łodzian Przełomu Tysiącleci, wzniesiony w latach 2000-2003. W 2014 dołączyły do niego Pomnik Łodzian Nowego Millenium (3046 kostek) oraz Pomnik Łódzkiej Tożsamości (390 kostek), który składa się z kostek z nazwiskami osób ważnych dla historii miasta od jego zarania do dziś, łącznie niecałe 600 nazwisk. Zostało jeszcze miejsce, by w przyszłości ich listę wydłużyć.